# Județ
Pour les articles homonymes, voir Judet.

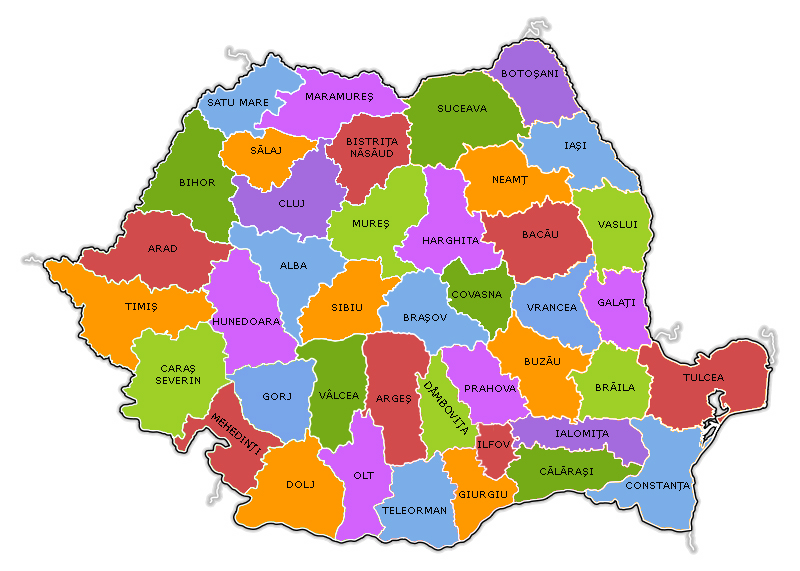
Les 41 județe actuels de Roumanie.

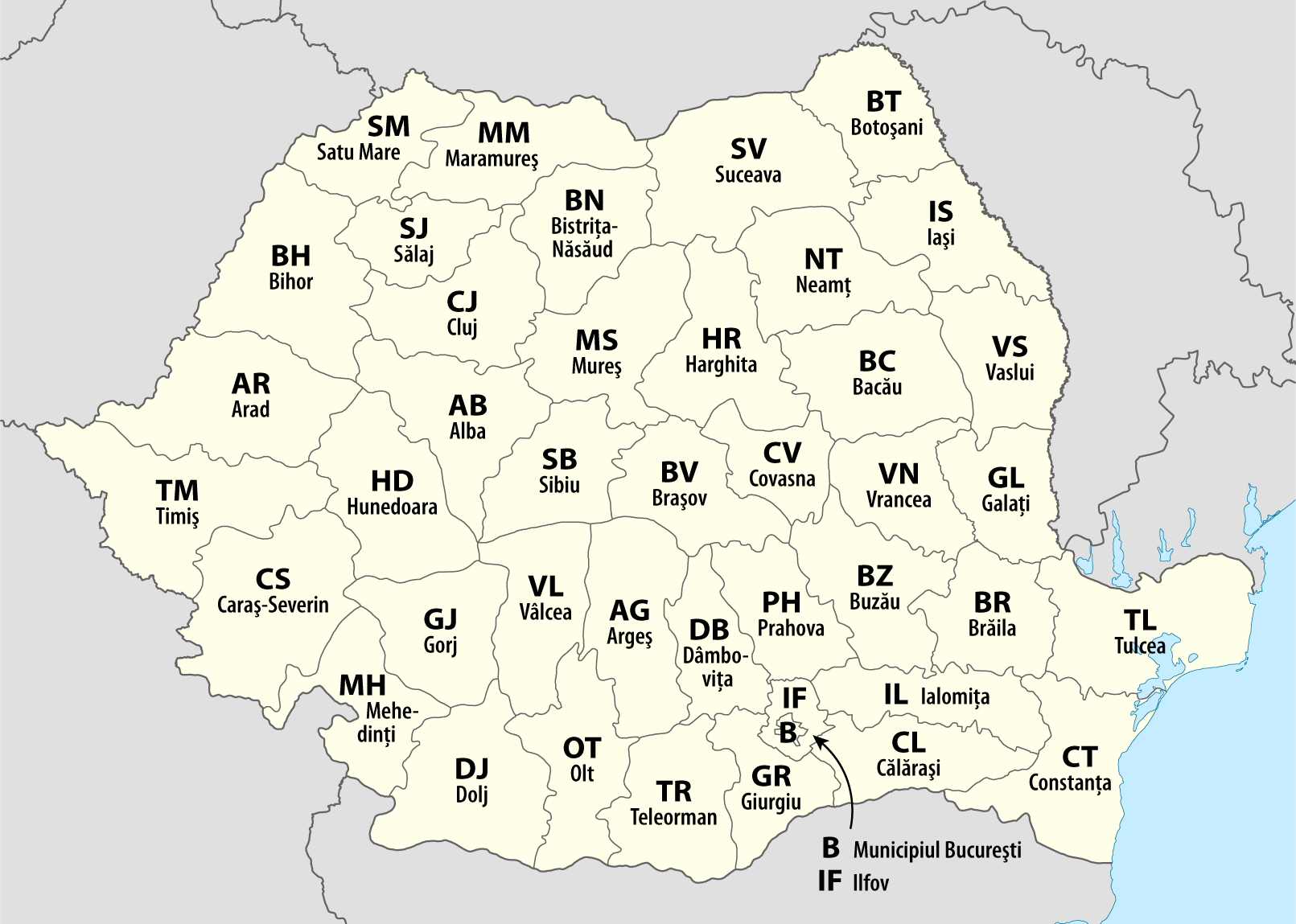
Codes des județe de Roumanie.

Un județ (/ʒuˈdet͡s/) est une division administrative :
- de la Valachie, de 1330 à 1859 ;
- des deux principautés danubiennes, de 1718 à 1859 ;
- de la principauté de Roumanie, de 1859 à 1881 ;
- du royaume de Roumanie, de 1881 à 1947 ;
- de la République populaire roumaine, de 1948 à 1952;
- dans les limites actuelles[Note 1] et après 16 ans de regroupement en régions[1], de la république socialiste de Roumanie, puis de la Roumanie, depuis 1968 ;
- de la république de Moldavie, de 1998 à 2003.

Les județe sont aujourd'hui, en Roumanie, l'équivalent des départements français avant la décentralisation. Ils sont en effet dirigés par un préfet (prefect) assisté d'un Conseil général élu (Consiliul județean) à la tête duquel se trouve un président élu pour quatre ans par les conseillers généraux.

## Étymologie
Le mot județ, au pluriel județe, vient de l'ancien roumain « Жуδε » (jude : « juge », « bourgmestre »), qui vient du latin médiéval « judex », lui-même issu du latin judicium.

## Histoire
Issue du droit valaque, la division administrative et territoriale en județe est attestée depuis le XIVe siècle en Valachie ; la Moldavie et la Transylvanie avaient le même système, mais leurs divisions étaient appelées respectivement ținuturi et megieșuri (comitate en roumain moderne). Chaque județ ou ținut était dirigé par un jude nommé par le voïvode, aux pouvoirs administratifs, fiscaux et judiciaires.
Avec la création de la Roumanie, les județe modernes apparaissent au début du XIXe siècle. Étendus au début du XXe siècle à l'ensemble des pays roumanophones, les nouveaux județe conservent l'étendue territoriale des anciens județe, ținuturi et megieșuri, mais sont organisés d'après le modèle français, avec un préfet qui représentait le gouvernement et un Conseil général élu.

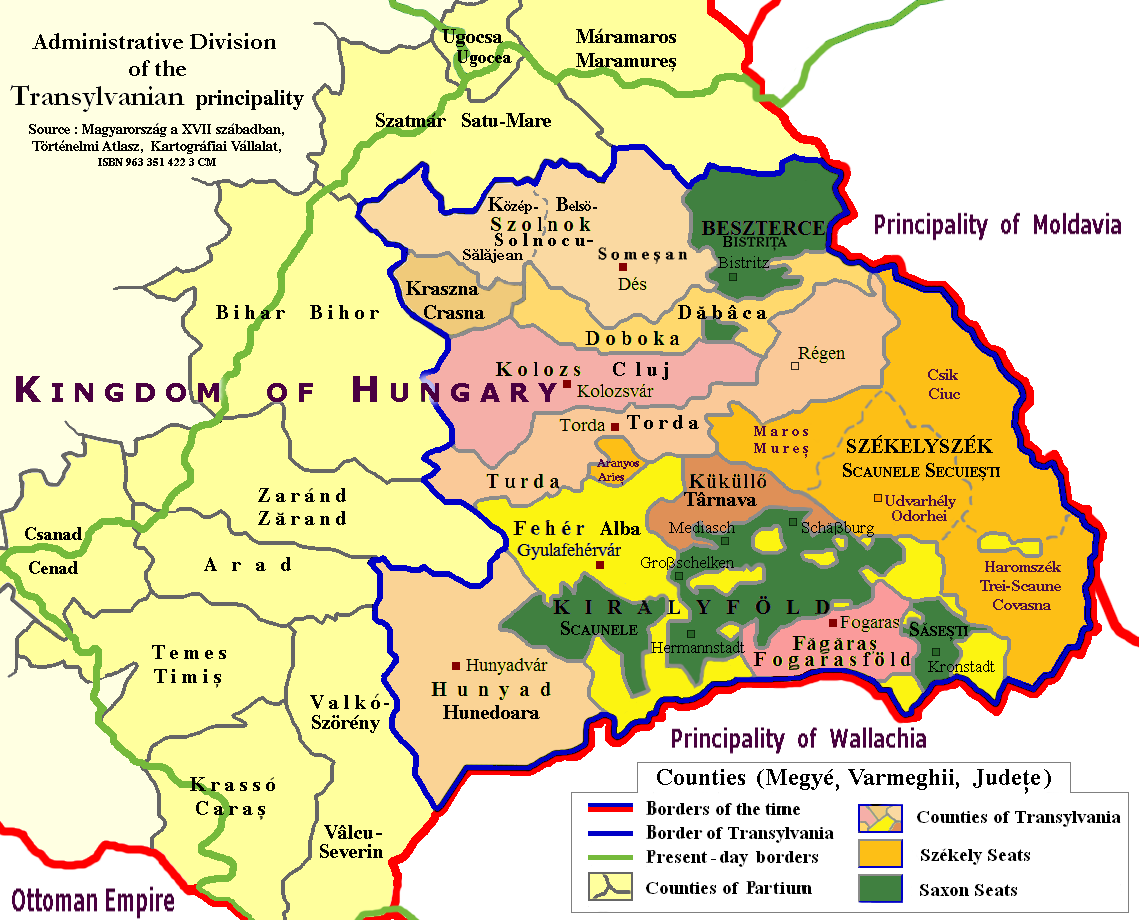
Județe (megyés) de Transylvanie au XVIIe siècle.
Les județe en principauté de Valachie entre 1601 et 1718.
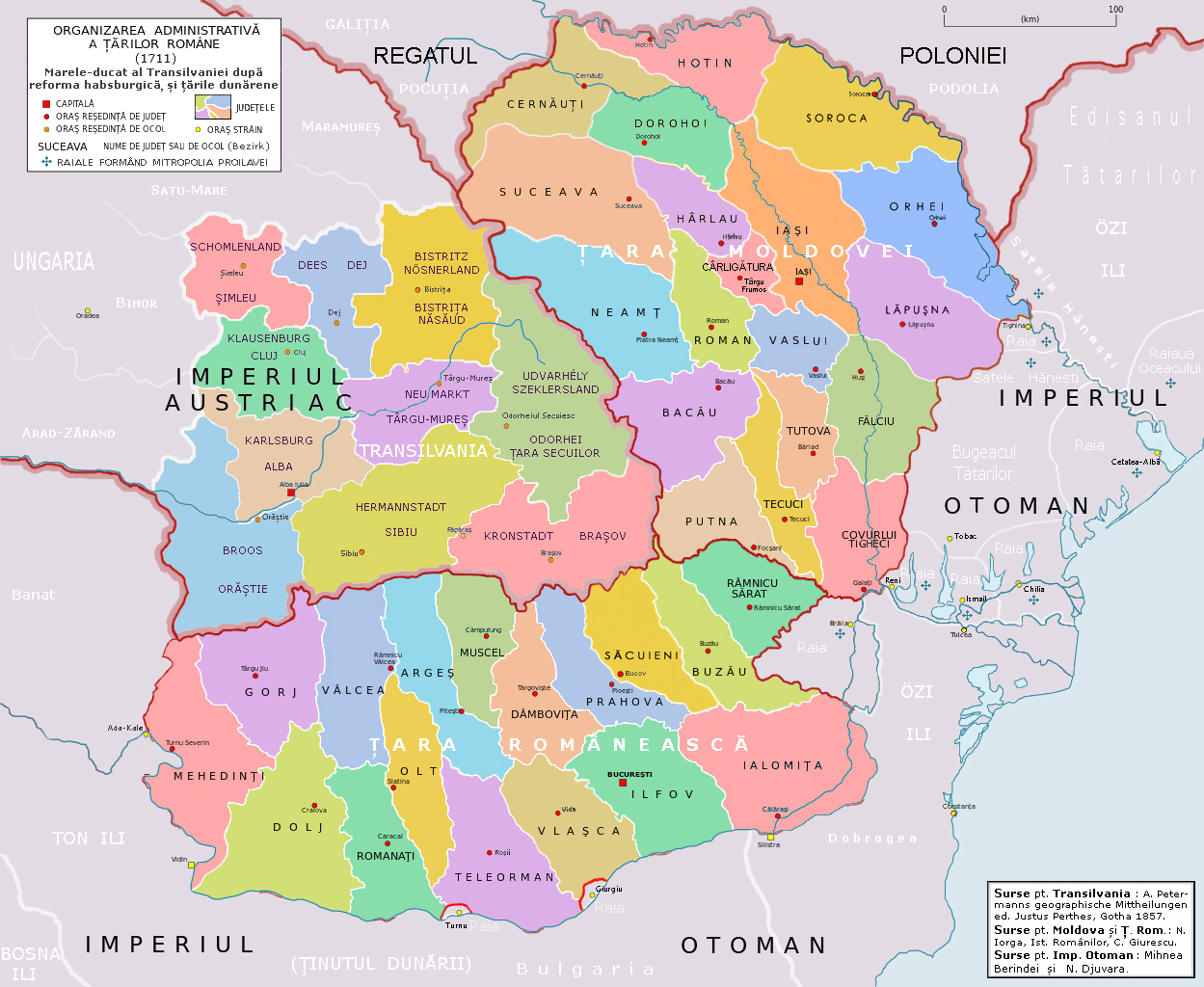
Les Bezirke du grand-duché de Transylvanie et les județe des principautés danubiennes en 1711.
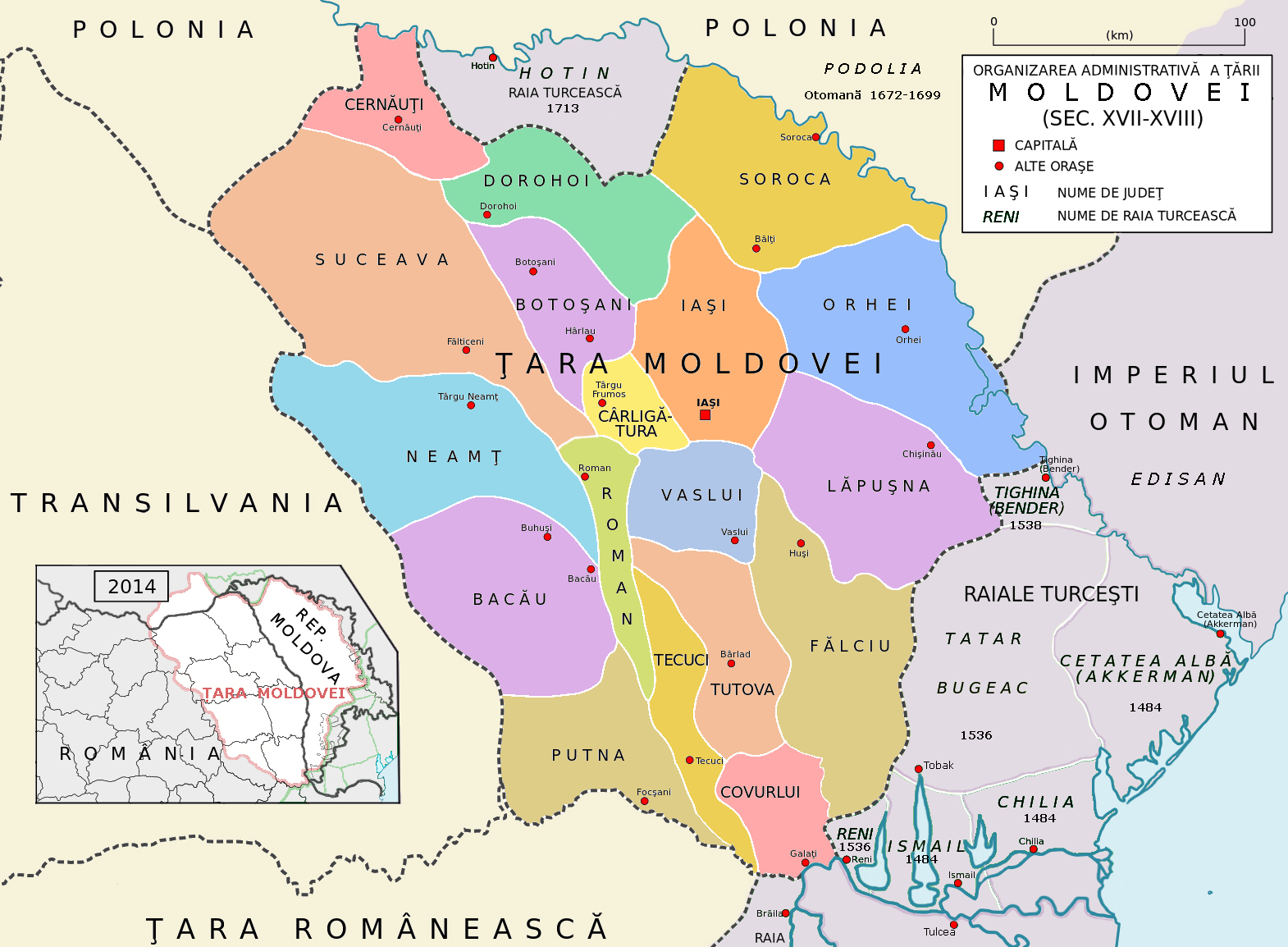
Les ținuturi en principauté de Moldavie entre 1601 et 1718.
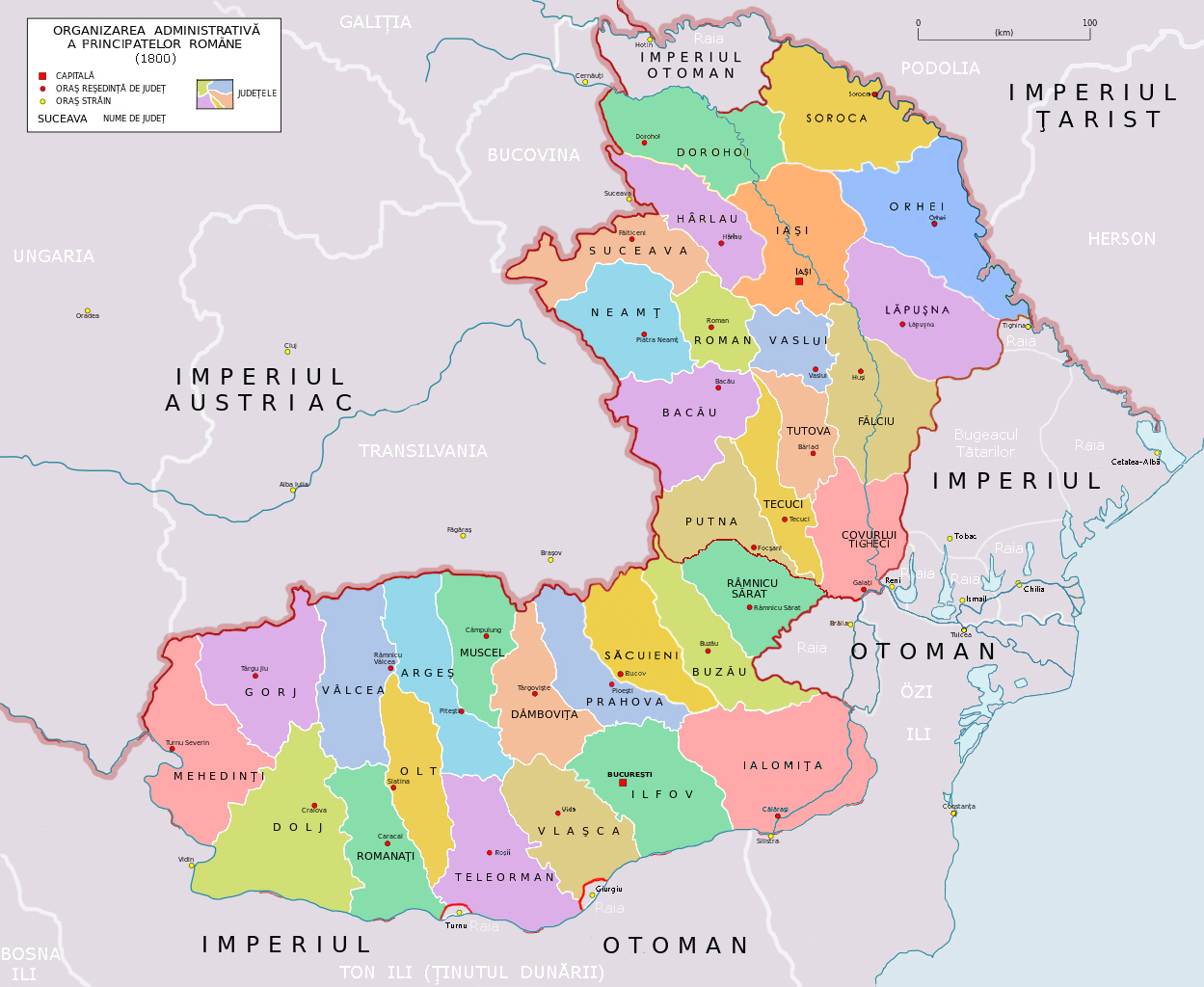
Les județe des principautés danubiennes en 1800, d'après N. Iorga et C. Giurescu.
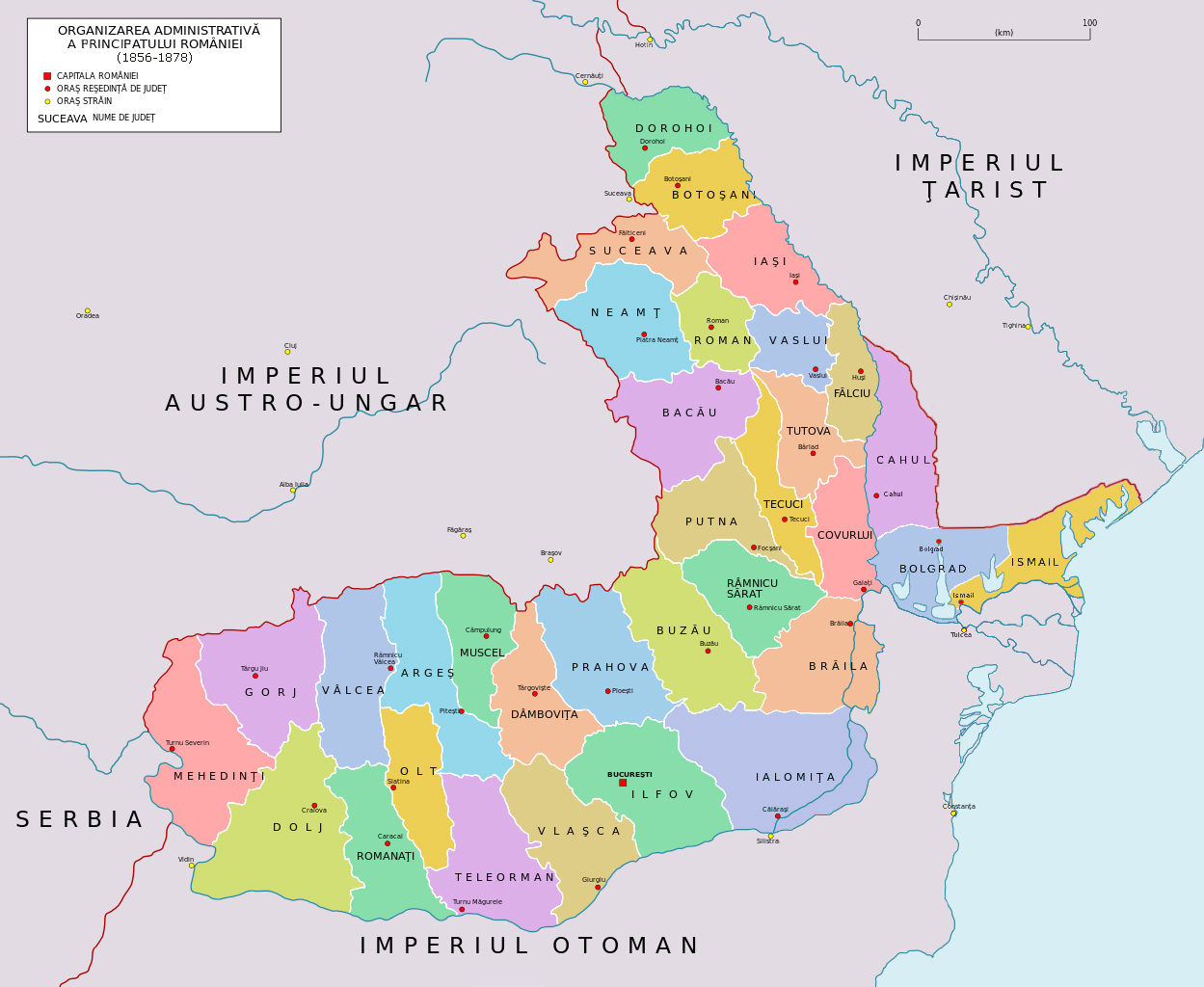
Les județe de la principauté de Roumanie entre 1856 et 1878.
Les județe du royaume de Roumanie entre 1878 et 1913.
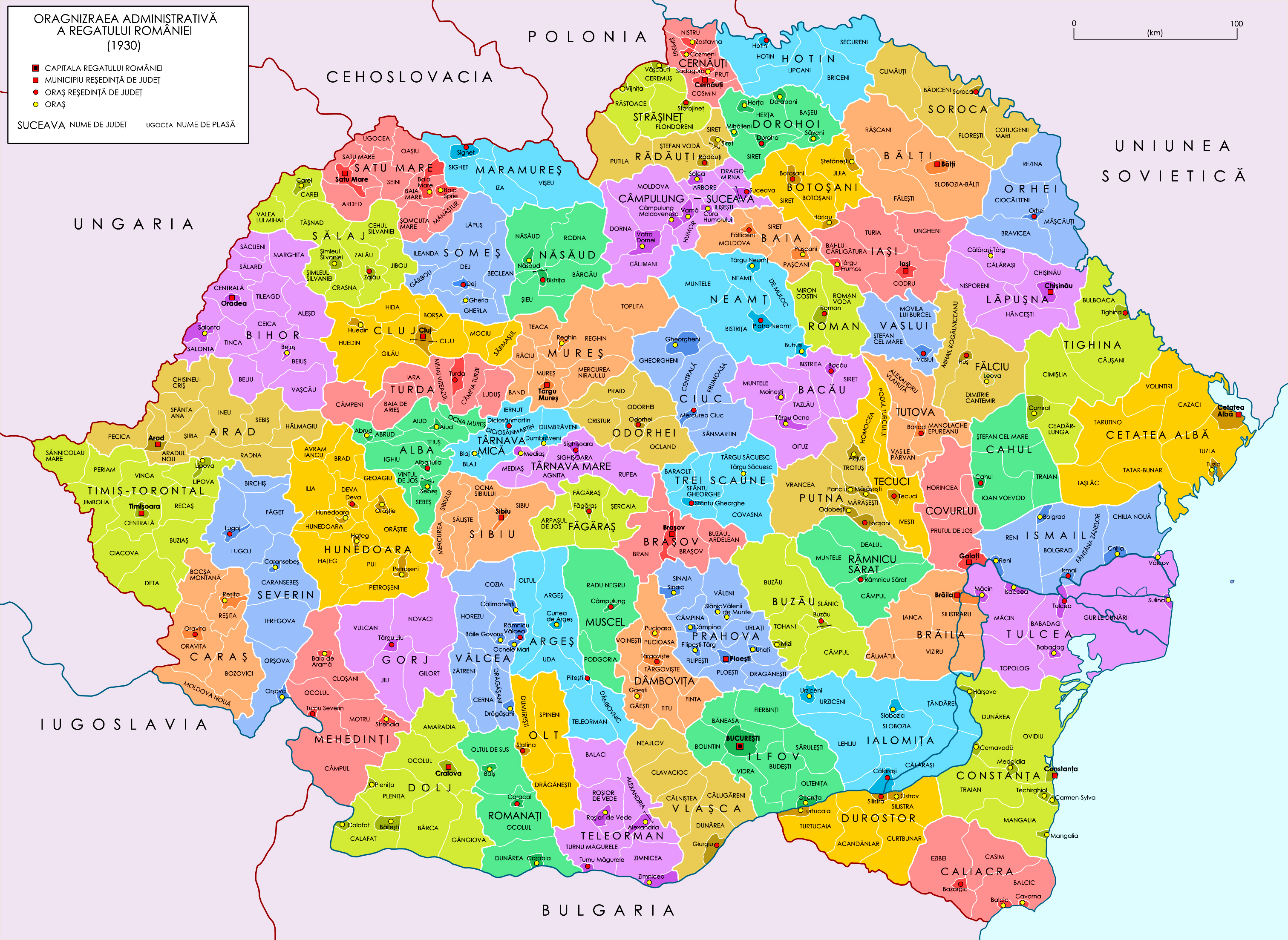
Les 70 județe du royaume de Roumanie entre 1936 et 1939.
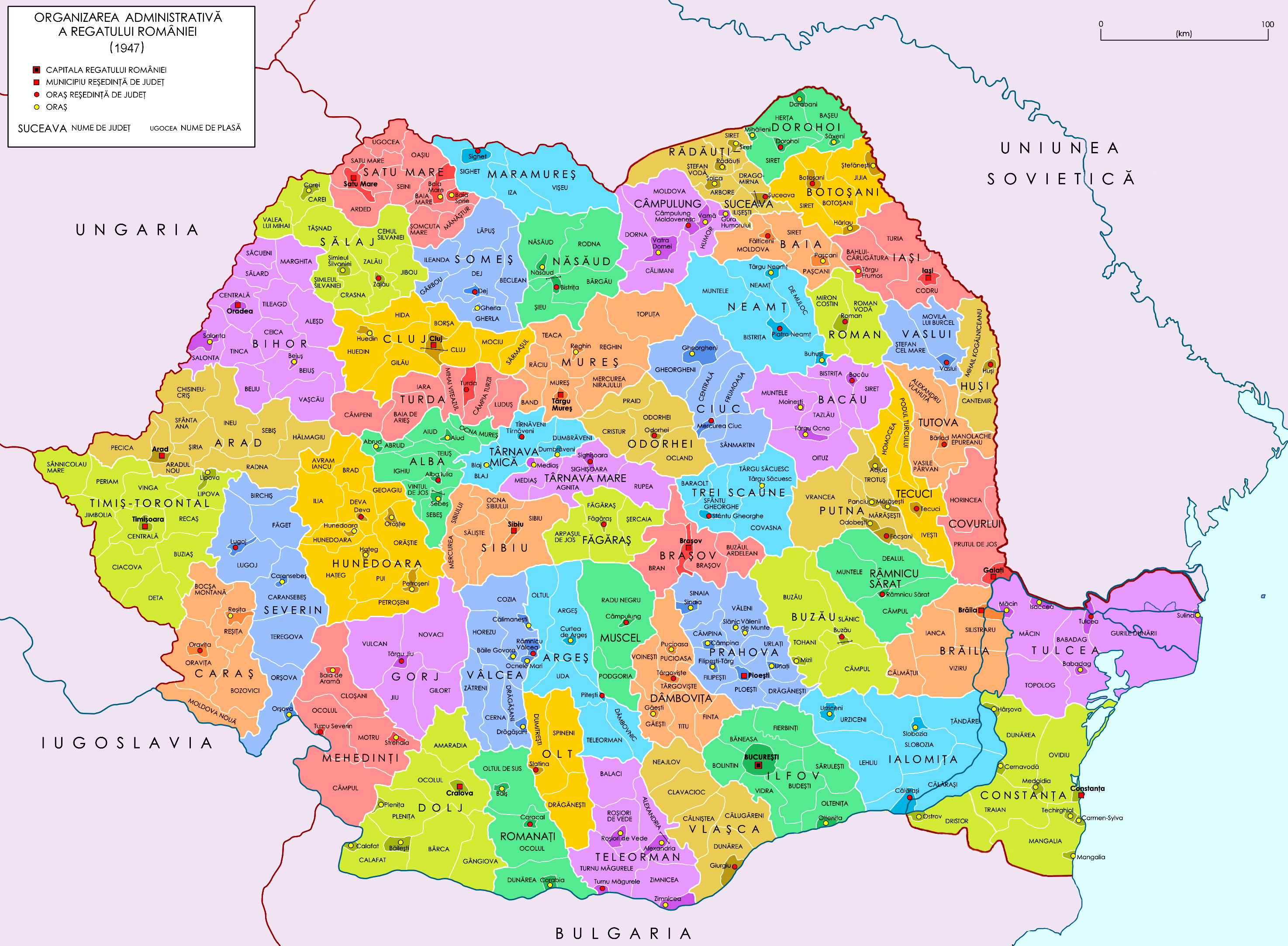
Les 57 județe de Roumanie entre 1945 et 1951.
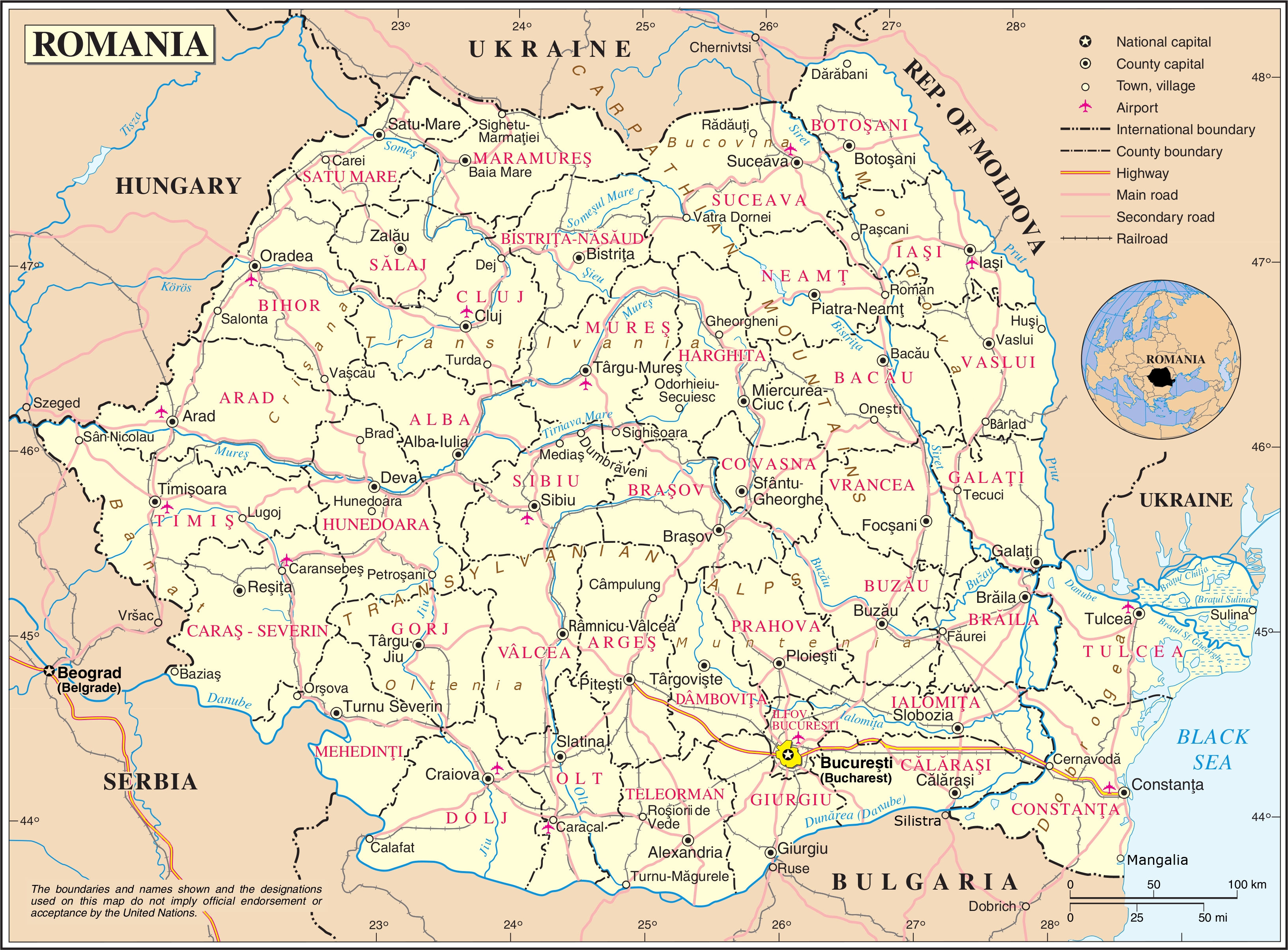
Les 41 județe de Roumanie depuis le retour à la démocratie (1989)
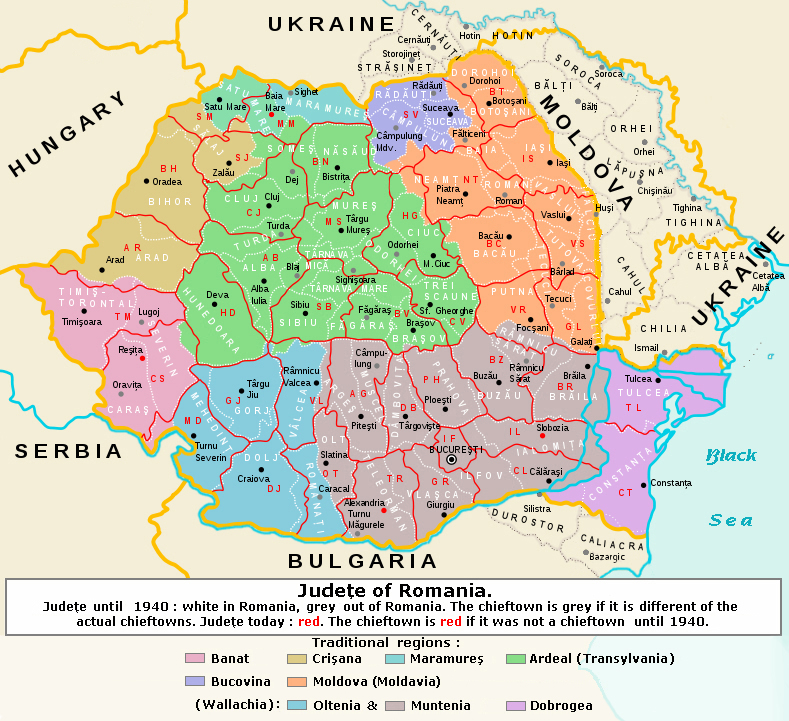
Étendues comparées et chefs-lieux des județe d'avant 1940 et actuels, en surimposition sur les anciennes régions historiques.
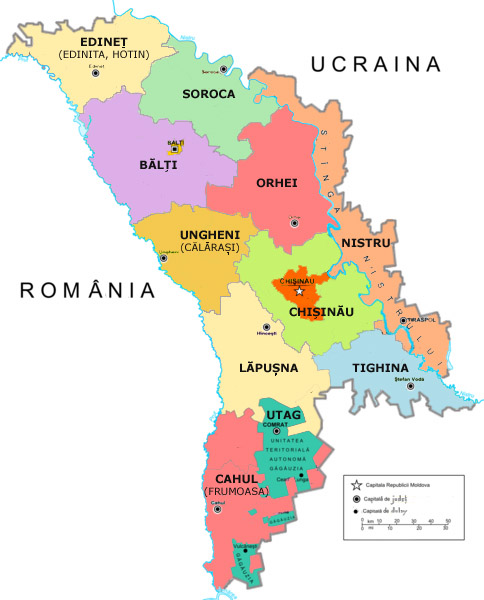
Les 11 județe de la république de Moldavie entre 1998 et 2003.

En 1951, le gouvernement communiste modifia l'organisation territoriale, adoptant le modèle soviétique de régions (dont certaines, où vivaient des minorités ethniques, autonomes) divisées en raions. Trois ans après son accession au pouvoir, en 1968, Nicolae Ceaușescu réintroduisit des județe, mais avec une nouvelle organisation territoriale, et avec des secrétaires de județ du parti unique à leur tête. En 1981, les județe d'Ilfov et de Ialomița furent réorganisés pour donner la configuration actuelle, avec les județe de Giurgiu (Vlașca avant-guerre), Călărași, Ialomița et Ilfov. Le pouvoir post-communiste a conservé l'organisation territoriale héritée du régime Ceaușescu, à un détail près : en 1995, l'Ilfov qui dépendait de Bucarest en tant qu'arrondissement rural retrouva son statut de județ à part entière. En revanche, avec le retour progressif à la démocratie, le modèle français fut réintroduit, avec un préfet et un conseil général élu.
Ultérieurement, deux autres niveaux d'organisation administrative ont été ajoutés : les macro-régions (Niveau I) et les régions de développement (Niveau II), mais seuls les județe (Niveau III) sont de véritables unités administratives pourvues d'institutions propres et d'instances décisionnelles locales (voir Subdivisions de la Roumanie).
Sur le plan héraldique, le régime communiste avait supprimé les armoiries des anciens județe, ținuturi et megieșuri. Le régime de Ceaușescu recréa pour les nouveaux județe des armoiries qui comportaient les emblèmes communistes. Après le retour à la démocratie, ces armoiries « communistes » furent remplacées par de nouvelles armoiries, inspirées des symboles d'avant-guerre réarrangés selon la division territoriale actuelle, et respectant plus ou moins les règles héraldiques.
Après l'indépendance de la république de Moldavie, la majorité autochtone et roumanophone de ce pays, en lutte politique contre la domination des colons russophones, a tenté d'y réintroduire, par les lois de 1998, le modèle franco-roumain des județe : il y en eut onze. Mais cela ne dura pas : cédant à la dépendance énergétique, économique et politique envers la Russie, les « autochtonistes » laissèrent le pouvoir aux communistes en 2003, et ces derniers rétablirent aussitôt le modèle soviétique des raions.
Dans cette division territoriale actuelle, un total de 41 județe, ainsi que la municipalité de Bucarest, constituent les divisions administratives officielles de la Roumanie. Ils représentent le niveau 3 des subdivisions selon la nomenclature des unités territoriales statistiques (NUTS) établie au sein de l'Union européenne. La plupart des județe sont nommés d'après un cours d'eau, tandis que d'autres sont nommés d'après des villes notables en leur sein, comme leur capitale propre.

## Liste des județe de Roumanie
Depuis 2003, la Roumanie est divisée en 41 județe et une municipalité qui correspondent au niveau 3 de la Nomenclature des unités territoriales statistiques (NUTS) :
| Județ           | Chef-lieu                | Étymologies le plus fréquemment supposées | Région économique | Région historique                 | Code ISO | Code postal | Préfixe téléph. | Code NUTS | Population (2011) | Superficie | Carte                                                 |
| --------------- | ------------------------ | --- | ----------------- | --------------------------------- | -------- | ----------- | --------------- | --------- | ----------------- | ---------- | ----------------------------------------------------- |
| Alba            | Alba Iulia               | Ville de Beligrad ou Gyula Fehervar (cité blanche royale) | Centre            | Transylvanie                      | AB       | 51          | 58              | RO121     | 342 376           | 6 242 km2  | Map of Romania highlighting Alba County               |
| Arad            | Arad                     | Ville d'Arad, du slave rad (prospère) | Ouest             | Crișana/Banat /                   | AR       | 31          | 57              | RO421     | 430 629           | 7 754 km2  | Map of Romania highlighting Arad County               |
| Argeș           | Pitești                  | Argeș (rivière) du couman arceş (colline) | Sud-Munténie      | Munténie                          | AG       | 11          | 48              | RO311     | 612 431           | 6 862 km2  | Map of Romania highlighting Argeș County              |
| Bacău           | Bacău                    | Ville de Bacău, du slave bìk (hêtre) | Nord-Est          | Moldavie                          | BC       | 60          | 34              | RO211     | 616 168           | 6 621 km2  | Map of Romania highlighting Bacău County              |
| Bihor           | Oradea                   | Pays de Biharia, peut-être du yazige bihāra (demeure, foyer) | Nord-Ouest        | Crișana                           | BH       | 41          | 59              | RO111     | 575 398           | 7 544 km2  | Map of Romania highlighting Bihor County              |
| Bistrița-Năsăud | Bistrița                 | Slave bistritsi (rapide) et nas-voda (au milieu des eaux) | Nord-Ouest        | Transylvanie                      | BN       | 42          | 63              | RO112     | 286 225           | 5 355 km2  | Map of Romania highlighting Bistrița-Năsăud County    |
| Botoșani        | Botoșani                 | Ville de Botoșani, de l'anthroponyme botos (proéminent, fort en gueule) ou botoș (accrocheur, tique)                                                                                 | Nord-Est          | Moldavie                          | BT       | 71          | 31              | RO212     | 412 626           | 4 986 km2  | Map of Romania highlighting Botoșani County           |
| Brașov          | Brașov                   | Ville de Brașov, jadis Barasu ou Brasu, peut-être issus de bârsă (berceau, du latin bercium)                                                                                         | Centre            | Transylvanie (Pays de la Bârsa) - | BV       | 50          | 68              | RO122     | 549 217           | 5 363 km2  | Map of Romania highlighting Brașov County             |
| Brăila          | Brăila                   | Port de Brăila, du génois Barilla (tonneau) et du turc Ibrahil | Sud-Est           | Munténie                          | BR       | 81          | 39              | RO221     | 321 212           | 4,766 km2  | Map of Romania highlighting Brăila County             |
| Bucarest        | Municipalité de Bucarest | Ville de Bucarest, de l'anthroponyme Bucur (Hilaire) | Bucarest-Ilfov    | Munténie                          | B        | 01 à 06     | 1x              | RO321     | 1 883 425         | 228 km2    | Map of Romania highlighting the location of Bucharest |
| Buzău           | Buzău                    | Buzău (rivière), du grec μουσαῖος / mousaîos (rivière des muses) | Sud-Est           | Munténie                          | BZ       | 12          | 38              | RO222     | 451 069           | 6 103 km2  | Map of Romania highlighting Buzău County              |
| Caraș-Severin   | Reșița                   | Rivière Caraș, des mots slaves krasno (joli) magyarisé en krassό, et severny (septentrional) roumanisé en Severin                                                                    | Ouest             | Banat                             | CS       | 32          | 55              | RO422     | 295 579           | 8 514 km2  | Map of Romania highlighting Caraș-Severin County      |
| Călărași        | Călărași                 | Ville de Călărași (cavaliers en roumain) | Sud-Munténie      | Munténie                          | CL       | 91          | 42              | RO312     | 306 691           | 5 088 km2  | Map of Romania highlighting Călărași County           |
| Cluj            | Cluj                     | Ville de Cluj, du latin clusium (clos, enclos) | Nord-Ouest        | Transylvanie                      | CJ       | 40          | 64              | RO113     | 691 106           | 6 674 km2  | Map of Romania highlighting Cluj County               |
| Constanța       | Constanța                | Ville de Constanța ou Constanza, d'après le nom Constantiana donné au IVe siècle en l'honneur de Flavia Julia Constantia, sœur de l'empereur Constantin ; le nom turc était Kőstence | Sud-Est           | Dobrogée                          | CT       | 90          | 41              | RO223     | 684 082           | 7 071 km2  | Map of Romania highlighting Constanța County          |
| Covasna         | Sfântu Gheorghe          | Covasna (rivière), du slave kvasny (écumeuse) | Centre            | Transylvanie (Pays sicule) -      | CV       | 52          | 67              | RO123     | 210 177           | 3 710 km2  | Map of Romania highlighting Covasna County            |
| Dâmbovița       | Târgoviște               | Dâmbovița (rivière), du slave Дъбовица (dābovitsa, chênaie) | Sud-Munténie      | Munténie                          | DB       | 13          | 45              | RO313     | 518 745           | 4 054 km2  | Map of Romania highlighting Dâmbovița County          |
| Dolj            | Craiova                  | Dolj, du slave dolna (basse) Jila (la rivière Jiu, du hongrois szil : orme, ou de l'allemand médiéval schiel : en biais, de travers)                                                 | Sud-Ouest         | Olténie                           | DJ       | 20          | 51              | RO411     | 660 544           | 7 414 km2  | Map of Romania highlighting Dolj County               |
| Galați          | Galați                   | Port de Galați, du génois Caladda (darse) | Sud-Est           | Moldavie                          | GL       | 80          | 36              | RO224     | 536 167           | 4 466 km2  | Map of Romania highlighting Galați County             |
| Giurgiu         | Giurgiu                  | Port de Giurgiu, du génois San-Giorgio | Sud-Munténie      | Munténie                          | GR       | 08          | 46              | RO314     | 281 422           | 3 526 km2  | Map of Romania highlighting Giurgiu County            |
| Gorj            | Târgu Jiu                | Gorj, du slave gora (haute) et Jila (la rivière Jiu) | Sud-Ouest-Olténie | Olténie                           | GJ       | 21          | 53              | RO412     | 341 594           | 5 602 km2  | Map of Romania highlighting Gorj County               |
| Harghita        | Miercurea-Ciuc           | Montagnes de Harghita, du slave hory Geta (montagne des Gètes) | Centre            | Transylvanie (Pays sicule) -      | HR       | 53          | 66              | RO124     | 310 867           | 6 639 km2  | Map of Romania highlighting Harghita County           |
| Hunedoara       | Deva                     | Ville de Hunedoara, du hongrois Hunyadi vayda (ville du voïvode Hunyad) | Ouest             | Transylvanie                      | HD       | 33          | 54              | RO423     | 418 565           | 7 063 km2  | Map of Romania highlighting Hunedoara County          |
| Ialomița        | Slobozia                 | Ialomița (rivière), du slave yalomitsa (jaune argileuse) | Sud-Munténie      | Munténie                          | IL       | 92          | 43              | RO315     | 274 148           | 4 453 km2  | Map of Romania highlighting Ialomița County           |
| Iași            | Iași                     | Ville de Iași, cité des Iasses | Nord-Est          | Moldavie                          | IS       | 70          | 32              | RO213     | 772 348           | 5 476 km2  | Map of Romania highlighting Iași County               |
| Ilfov           | Buftea                   | Ilfov (rivière), du slave юлвов yǔlvov (anthroponyme Jules) | Bucarest-Ilfov    | Munténie                          | IF       | 07          | 1x              | RO322     | 388 738           | 1 583 km2  | Map of Romania highlighting Ilfov County              |
| Maramureș       | Baia Mare                | Marmatie, de marmaroș (pierre à tailler, marbre) | Nord-Ouest        | Marmatie/Transylvanie /           | MM       | 43          | 62              | RO114     | 478 659           | 6 304 km2  | Map of Romania highlighting Maramureș County          |
| Mehedinți       | Drobeta-Turnu Severin    | Mehadia, du latin ad mediam (au milieu, à mi-chemin) | Sud-Ouest-Olténie | Olténie/Banat /                   | MH       | 22          | 52              | RO413     | 265 390           | 4 933 km2  | Map of Romania highlighting Mehedinți County          |
| Mureș           | Târgu Mureș              | Mureș (rivière), du latin Maris | Centre            | Transylvanie (Pays sicule) -      | MS       | 54          | 65              | RO125     | 550 846           | 6 714 km2  | Map of Romania highlighting Mureș County              |
| Neamț           | Piatra Neamț             | Cetatea Neamțului (forteresse de l'Allemand en roumain) | Nord-Est          | Moldavie                          | NT       | 61          | 33              | RO214     | 470 766           | 5 896 km2  | Map of Romania highlighting Neamț County              |
| Olt             | Slatina                  | Olt (rivière), du latin Alutus (argileux) | Sud-Ouest-Olténie | Munténie/Olténie /                | OT       | 23          | 49              | RO414     | 436 400           | 5 498 km2  | Map of Romania highlighting Olt County                |
| Prahova         | Ploiești                 | Prahova (rivière), du slave praha (brumeuse) | Sud-Munténie      | Munténie                          | PH       | 10          | 44              | RO316     | 762 886           | 4 716 km2  | Map of Romania highlighting Prahova County            |
| Satu Mare       | Satu Mare                | Ville de Satu-Mare (signifiant Grand-Village en roumain, mais pouvant aussi provenir de l'anthroponyme Zotmar)                                                                       | Nord-Ouest        | Crișana                           | SM       | 44          | 61              | RO115     | 344 360           | 4 418 km2  | Map of Romania highlighting Satu Mare County          |
| Sălaj           | Zalău                    | Sălaj (rivière), du hongrois szil (orme) et ágy (vallon) | Nord-Ouest        | Transylvanie                      | SJ       | 45          | 60              | RO116     | 224 384           | 3 864 km2  | Map of Romania highlighting Sălaj County              |
| Sibiu           | Sibiu                    | Ville de Sibiu, du hongrois szeb (joli) | Centre            | Transylvanie                      | SB       | 55          | 69              | RO126     | 397 322           | 5 432 km2  | Map of Romania highlighting Sibiu County              |
| Suceava         | Suceava                  | Suceava (rivière), de l'allemand médiéval sotsch (soc, pioche) | Nord-Est          | Moldavie (Bucovine)/Marmatie -/   | SV       | 72          | 30              | RO215     | 634 810           | 8 553 km2  | Map of Romania highlighting Suceava County            |
| Teleorman       | Alexandria               | Teleorman (rivière), du turc deli orman (forêt folle, dans le sens d'inextricable)                                                                                                   | Sud-Munténie      | Munténie                          | TR       | 14          | 47              | RO317     | 380 123           | 5 790 km2  | Map of Romania highlighting Teleorman County          |
| Timiș           | Timișoara                | Timiș (rivière), du latin tibiscum (avec toi) | Ouest             | Banat                             | TM       | 30          | 56              | RO424     | 683 540           | 8 697 km2  | Map of Romania highlighting Timiș County              |
| Tulcea          | Tulcea                   | Ville de Tulcea, du turc tulçe (voiles) | Sud-Est           | Dobrogée                          | TL       | 82          | 40              | RO225     | 213 083           | 8 499 km2  | Map of Romania highlighting Tulcea County             |
| Vaslui          | Vaslui                   | Vasluieț (rivière), nom couman | Nord-Est          | Moldavie                          | VS       | 73          | 35              | RO216     | 395 499           | 5 318 km2  | Map of Romania highlighting Vaslui County             |
| Vâlcea          | Râmnicu Vâlcea           | Vâlcea, du slave vólk (loup) | Sud-Ouest-Olténie | Munténie/Olténie /                | VL       | 24          | 50              | RO415     | 371 714           | 5 765 km2  | Map of Romania highlighting Vâlcea County             |
| Vrancea         | Focșani                  | Montagnes de Vrancea, du slave vrana (corvidé) | Sud-Est           | Moldavie/Munténie /               | VN       | 62          | 37              | RO226     | 340 310           | 4 857 km2  | Map of Romania highlighting Vrancea County            |